# Stereophyllum longisetulum
Stereophyllum longisetulum là một loài Rêu trong họ Stereophyllaceae. Loài này được (Müll. Hal.) Broth. miêu tả khoa học đầu tiên năm 1907.